# Kövi pacsirta
A kövi pacsirta (Galerida theklae) a madarak osztályának verébalakúak (Passeriformes) rendjébe és a pacsirtafélék (Alaudidae) családjába tartozó faj.

## Rendszerezése
A fajt Alfred Brehm német természettudós és író írta le 1858-ban.

## Alfajai
- Galerida theklae theklae (A. E. Brehm, 1857) – kelet- és dél-Portugália, Spanyolország (a Baleár-szigeteken is), dél-Franciaország;
- Galerida theklae erlangeri (Hartert, 1904) – észak-Marokkó;
- Galerida theklae ruficolor (Whitaker, 1898) – északkelet- és közép-Marokkó, észak-Algéria és észak-Tunézia partvidéke;
- Galerida theklae theresae (Meinertzhagen, 1939) – Nyugat-Szahara, délnyugat-Marokkó;
- Galerida theklae superflua (Hartert, 1897) – északkelet-Marokkó, észak-Algéria, Tunézia;
- Galerida theklae carolinae (Erlanger, 1897) – kelet-Marokkótól északnyugat-Egyiptomig;
- Galerida theklae praetermissa (Blanford, 1869) – dél-Eritrea, északközép-Etiópia;
- Galerida theklae huei (Érard & de Naurois, 1973) – délközép-Etiópia;
- Galerida theklae huriensis (Benson, 1947) – dél-Etiópia, észak-Kenya;
- Galerida theklae ellioti (Hartert, 1897) – észak- és közép-Szomália;
- Galerida theklae harrarensis (Érard & Jarry, 1973) – kelet-Etiópia;
- Galerida theklae mallablensis (Colston, 1982) – dél-Szomália partvidéke.

## Előfordulása
Európában a  Pireneusi-félsziget országaiban (Portugália, Spanyolország), a Baleár-szigeteken és lokálisan Franciaország déli részén fordul elő. Elterjedési területébe beletartozik Észak-Afrika is, ahol Nyugat-Szaharától keletre egészen Egyiptomig széles körben elterjedt faj. Egy kis izolált populációja Etiópiában is él.
Természetes élőhelyei a mérsékelt övi, szubtrópusi és trópusi gyepek és cserjések, sziklás környezetben, valamint legelők és szántóföldek. Állandó, nem vonuló faj.

## Megjelenése
Testhossza 17 centiméter, szárnyfesztávolsága 28-32 centiméter, testtömege 34-37 gramm. Ez a faj közeli rokonánál, a  búbospacsirtánál (Galerida cristata)  jóval kisebb termetű.  Csőre rövidebb, viszont bóbitája hosszabb, keskenyebb. Mellén a sötét szárfoltozás sokkal határozottabb; alsó szárnyfedői szennyes sárgásfehérek szürkés futtatással. Az első evezőtoll rövid, de nem rövidebb, hanem legalább olyan hosszú, mint a szárnyfedők.

## Életmódja, éneke
Gyakran felszáll fákra, bokrokra, amit a búbos pacsirta csak ritkán vagy soha se tesz meg. Éneke az erdei pacsirtáéhoz hasonlóan tisztán csengő, tisztább mint a búbos pacsirtáé.
|  |

## Természetvédelmi helyzete
Az elterjedési területe rendkívül nagy, egyedszáma nagy és ugyan csökken, de még nem éri el a kritikus szintet. A Természetvédelmi Világszövetség Vörös listáján nem fenyegetett fajként szerepel.